# Le Curé de Tours
Pour les articles homonymes, voir Curé (homonymie).
Le Curé de Tours est une nouvelle d’Honoré de Balzac, parue en 1832.

## Historique
La nouvelle est initialement publiée en 1832 chez Mame-Delaunay, sous le titre Les Célibataires, dans la section des Scènes de la vie privée de La Comédie humaine. Dans l’édition Béchet de 1834, il apparaît dans les Scènes de la vie de province où viendront se rajouter Pierrette, La Rabouilleuse et La Vieille Fille. Le titre définitif, Le Curé de Tours, n’apparaîtra qu’en 1843 dans l’édition Furne.

## Résumé
François Birotteau — frère de César Birotteau, autre personnage de Balzac —, vicaire de la cathédrale Saint-Gatien de Tours, est victime de la haine secrète de l’abbé Troubert et de sa logeuse, mademoiselle Gamard. Candide et franc, il ne comprendra jamais les intrigues qui l’ont privé d’une vie confortable et de relations amicales et respectueuses dans la ville, ni les raisons de la haine de sa logeuse. La mise en place du cadre de vie de l’abbé, par la description minutieuse de la maison Gamard, témoigne du goût de Balzac pour l’ameublement et les objets décoratifs.

## Thème
Ce bref roman fournit l'occasion de présenter un catalogue des profils humains des petites villes que Balzac décrit également dans La Rabouilleuse et Ursule Mirouët. Il s’agit encore une fois d'intrigues que se plaît à nouer un petit cercle de provinciaux mesquins, sans pitié, prenant pour bouc émissaire le naïf abbé Birotteau. Leurs bassesses et leurs calculs sont analysés avec le soin minutieux d’un entomologiste.

## Commentaire
En quelques pages, Balzac réussit à représenter la triste condition de l'abbé Birotteau et à esquisser son caractère bonasse sans jamais forcer le trait et en évitant les pièges du mélodrame comme de la caricature.

## Illustrations

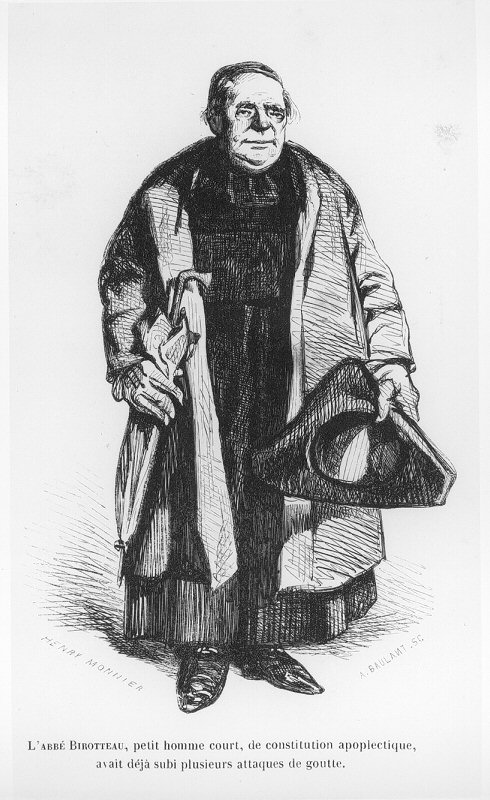
Le Curé de Tours, illustration d'Henry Monnier.

Outre Pierre Vidal, Le Curé de Tours a inspiré de nombreux artistes, notamment Henry Monnier et Max Camis.

## Adaptation télévisée
1980 : Le Curé de Tours de Gabriel Axel, avec Jean Carmet dans le rôle de l’abbé François Birotteau, et Michel Bouquet dans le rôle de l’abbé Troubert, tourné en grande partie à Blois, en raison de travaux à Tours.